# まどひ白きの神隠し
『まどひ白きの神隠し』（まどひしろきのかみかくし）は、2021年5月28日に発売された恋愛アドベンチャーゲームである。Lump of Sugarによって企画・制作された。
本作は2021年の美少女ゲーム売上ランキングでは40位を獲得した。また、2021年の美少女ゲーム人気投票では、総合部門で最高12位に選ばれた。

## ゲームシステム
本作は恋愛アドベンチャーゲームであり、主人公の視点から紡がれる文章をプレイヤーは読み進めていく。文章は小説のように地の文と会話文から構成される。ゲームを進めていくことでプレイヤーは特別なCGを閲覧できる。本作にはCGやBGMを鑑賞できる機能が搭載されており、ゲームを1回以上クリアするとこの機能を使用出来るようになる。
本作は選んだ選択肢により異なった結末に向かって物語が進むゲームである。ゲームを進めていくとある時点でゲームが中断し、選択肢が表示される。選んだ選択肢によって物語の道筋が変わり、ある特定の結末に物語が進む。本作の物語には主に4つの道筋があり、それぞれの物語で1人の少女の話が展開する。全ての物語を読むには、プレイヤーはゲームを複数回やり直し、違う選択肢を選んで違う道筋に進む必要がある。 

## 世界観・設定
物語の舞台は、人が住む世界・御原（みはら）と、神が住む世界・両耶島（ふたやしま）である。御原と両耶島は元々一つの世界だったが、人間の信仰から神々が生じたことにより世界が混乱したため、イザナギとイザナミによって人と神の住む世界が分けられたという歴史がある。本作の物語は主に両耶島で進行する。
本作には神が登場し、神は人から信仰が失われると存在が消えるという特徴を持つ。また、神への信仰の形が変わると、神は代替わりすることとなる。代替わりの形式は様々で、当代と次代の神が共存し徐々に力を移していく場合もあれば、当代が消滅した後に次代が転生する場合もある。後者の転生の場合、神は転生前の記憶を失うことになる。

## あらすじ

### 共通ルート
主人公・高乃 巧斗（たかの たくと）と、妹でヒロインの高乃 椎凪（たかの しいな）は、幼い頃に御原の神社で、後に育ての両親となる男女に拾われたという過去を持つ。そんな巧斗と椎凪はある日、神隠しに遭い、神が住む世界・両耶島に迷い込む。巧斗と椎凪は御原へ戻る方法を探しつつ、両耶島の住民である3人のヒロイン達――稲白 みこと（いなしろ みこと）・士御 ろか（とおき ろか）・九十九 千代（つくも ちよ）――と仲を深めていく。両耶島で過ごすうちに、巧斗と椎凪は、生みの両親は両耶島にいるという推測に至る。その後、強い力と見識を備えた土地神達の力を借りて、御原へと戻る手段が整う。御原へ戻る前、御原と両耶島の境界である鏡を通じて、巧斗と椎凪は育ての両親と会話をする。育ての両親は、巧斗と椎凪は両耶島でやり残したことがあるのではないかと問う。ここで提示される選択肢を選ぶことで、各ヒロインルートに分岐する。

### 登場人物
本作ではメインキャラクターとして、主人公の他に上記4人のヒロインが登場する。各ヒロインの詳細は、各個別ルートのあらすじで述べる。本作では他にも3人のサブキャラクターが登場する。士御 楠葉（とおき くずは）は、九尾の狐であり、ろかの母親でもある。鞍馬 憂架（くらま ういか）は、天狗の少女であり、神社で巫女を務めている。スサノオはスサノオノミコトの化身であり、作中では犬の姿で現れる。スサノオは強い力と見識を備えた土地神であり、各ルートで主人公達の相談役となる。

### 稲白みことルート

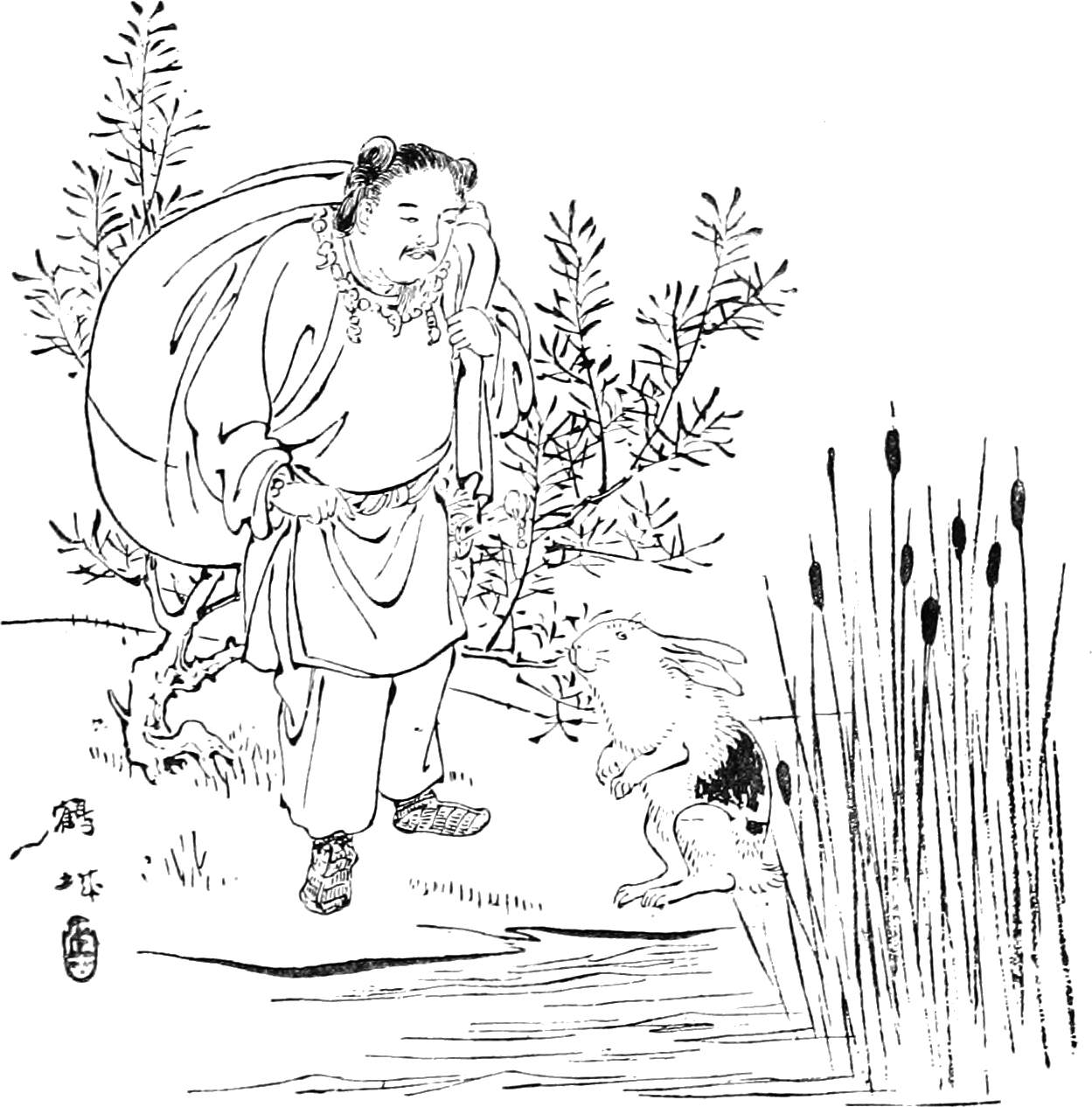
因幡の白兎はみことのモデルとなった。

稲白みことは、因幡の白兎とツクヨミの2つの化身である少女。両者を混同視する人々の信仰により生じた。物語が始まる時点では、人間による因幡の白兎への信仰不足により、みことは誰からも認識されなくなっている。神隠しに遭い両耶島に来た巧斗は、因幡の白兎を知っていたため、みことを認識する。これにより、他の神々からも再度認識されるようになる。みことは、自らを救ってくれた巧斗に惹かれていく。巧斗とみことは、巧斗の生みの両親探しをする中で距離を縮め、やがて恋人関係に至る。
ある日、みことが再び誰からも認識されなくなる。巧斗と妹は、御原での因幡の白兎信仰が消えたのが原因だと推測する。妹は原因を調べるため、スサノオの力を借りて人の世界へと戻る。一方、巧斗は神々の世界に残り対策を探す。スサノオや憂架の協力により、巧斗はみことを見付けだす。巧斗はみことと話し合い、自身に眠る神の力を用いて、みことから因幡の白兎を切り離し彼女を救うことを決意する。切り離しに成功すると、みことは赤子を抱えていた。赤子は転生した次代の因幡の白兎だという。巧斗とみことは、二人で赤子を育てることを決意し、互いに幸せを噛み締める場面でエンドロールを迎える。
エンドロールの後、神隠しに遭ってから数年後が描かれる。巧斗とみことは子供を儲けていた。巧斗とみことは、御原にいる椎凪と会話をする。椎凪は御原で、SNSを活用して因幡の白兎ブームを起こしたことを伝える。最後にみことが巧斗に対し末永くよろしくと言う場面で稲白みことルートは幕を閉じる。

### 高乃椎凪ルート
高乃椎凪は巧斗の妹である。巧斗と椎凪は、それぞれイザナギとイザナミが正体であるが、物語が始まる時点では、自分達も含め誰もそのことを知らずにいる。巧斗は椎凪とともに両耶島に残り、茶屋の客に聞き取りしたり古文書を調べたりして生みの両親の手がかりを探す。やがて巧斗と椎凪はお互いを恋愛対象として意識し始め、巧斗が椎凪に告白したのをきっかけとして二人は恋人関係になる。
ある日、巧斗と椎凪は街中に空間の歪みを発見する。虚無化と呼ばれるその現象は、元々一つだった御原と両耶島が、再び一つの世界に戻ろうとする予兆だと知る。イザナギとイザナミなら虚無化も直せると知った巧斗と椎凪は、彼らを探し始める。しかし、イザナギとイザナミは10年以上前から消息不明であり、捜索は難航する。やがて二人は自分達こそがイザナギとイザナミであることを知る。虚無化を直すために巧斗と椎凪は自分達の中に眠る神の力を使おうとするが、スサノオより、力を使えば人間に戻れなくなると告げられる。巧斗と椎凪は悩みつつも、神の力で虚無化を直すことを決意する。
巧斗と椎凪はアメノヌボコを召喚し、神の力を使って虚無化を直す。二人が二つの世界を行き来する能力を得て、人間の世界へと戻る場面でエンドロールを迎える。エンドロール後、二人は御原にて日本神話の勉強をし、研究職に進んだ場面が描かれる。巧斗は講師として学生に日本神話を教えつつ、日本各地を飛び回り研究を行う。また、両耶島を訪れては虚無化を直す日々を過ごす。さらに時は流れ、二人が結婚式を挙げるシーンで高乃椎凪ルートは幕を閉じる。

### 士御ろかルート

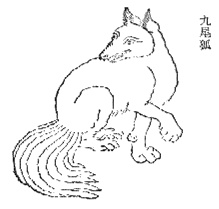
九尾の狐はろか・楠葉のモデルとなった。

士御ろかは九尾の狐の化身であり、楠葉の娘である。巧斗はろかと共に茶屋でのアルバイトを行い、仲を深めていく。次第にろかは巧斗を父親のように慕い始め、巧斗はそんなろかを甘やかす。ある日、よろけた楠葉を巧斗が支える場面をろかは目撃し、二人が抱き合っていると勘違いする。ろかは嫉妬心を抱いたことで、徐々に巧斗への恋心を自覚する。やがてろかは、自身の恋心を巧斗へ打ち明ける。巧斗はろかの告白を受け入れ、恋人同士となる。
ろかが活動的になるにつれ、段々とろかが持つ神の力が強まり、逆に楠葉の力は弱まっていく。ろかは楠葉にとって次世代の九尾の狐であり、代替わりの際には、楠葉の力は完全にろかに移行し、楠葉は消滅する定めなのであった。そのことを楠葉は、巧斗とろかにはひた隠しにする。
ある日、楠葉は巧斗とろかを連れて出掛け、自分に残っていた力を全てろかに受け渡す。最後に一緒に過ごせて良かったと伝えた楠葉は、徐々に身体の力を失っていく。このとき、ろかは神の力に覚醒し、暴走状態になる。ろかの力が楠葉よりも遥かに強いことを知った巧斗は、ろかを諭して楠葉に力を分け与えさせ、見事に楠葉を助けることに成功する。ただし、楠葉の消滅は先延ばしになっただけだと、巧斗とろかは後に知る。ろかが、楠葉とずっと一緒にいられる方法を探すことを誓う場面でエンドロールが流れる。エンドロール後、楠葉がろかに神の力の使い方を特訓する場面が描かれる。今後のことは不明だが、今はこの時を楽しみたいと巧斗が独白する場面で士御ろかルートは幕を閉じる。

### 九十九千代ルート

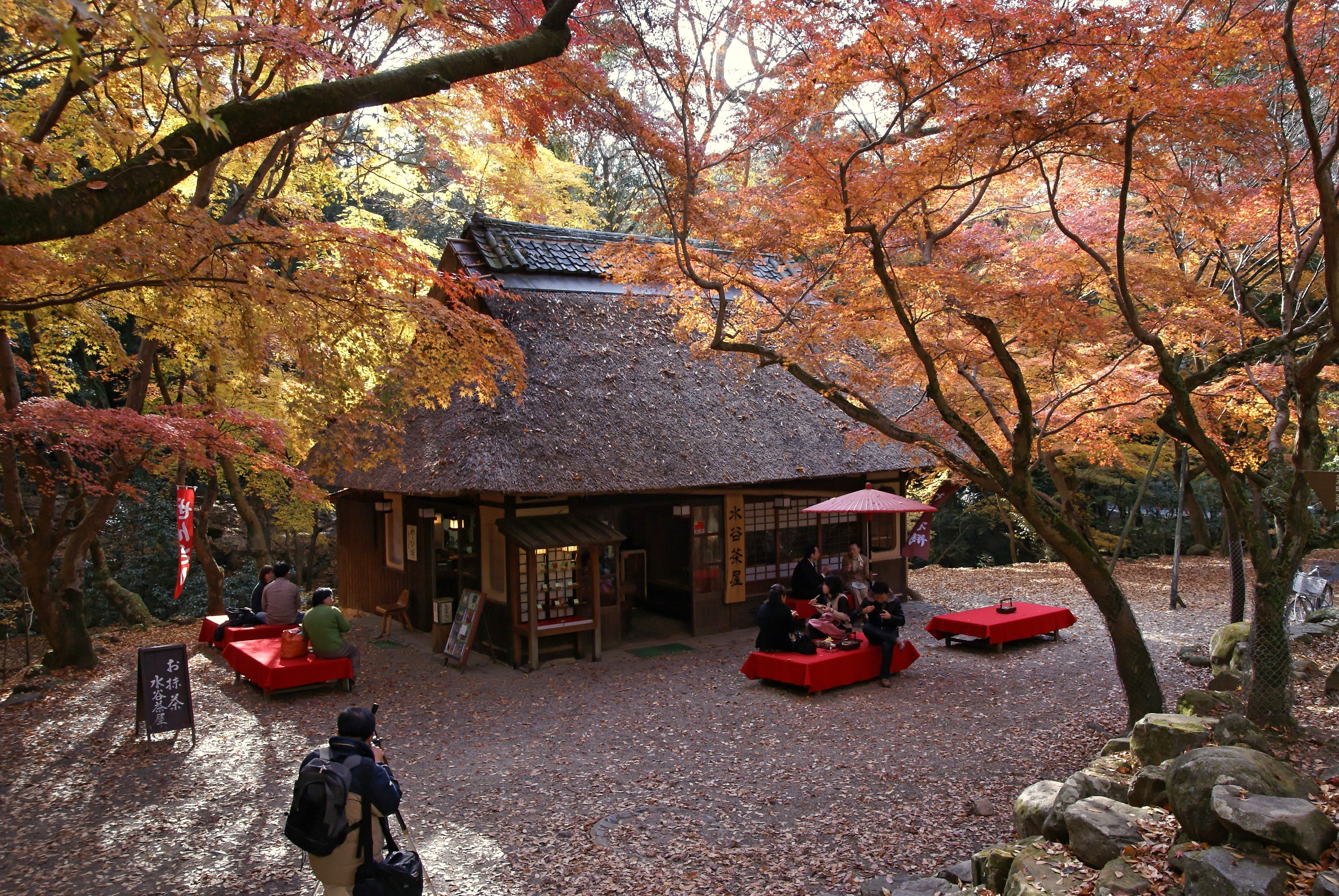
茶屋は千代ルートの舞台となる。

九十九千代は両耶島で茶屋を営む女性であり、全ての付喪神を司る存在である。千代は、各付喪神から情報を聞き出したり、各付喪神に命令したりすることが出来る。巧斗はそんな千代と、茶屋でのアルバイトを通じて仲を深めていく。次第に千代から巧斗へ距離を詰め始め、やがて千代から巧斗へ告白する。巧斗も自分の想いを告げ、二人は晴れて付き合い始める。
千代は巧斗の生みの両親探しのため、付喪神を操る能力を用いて街中の情報を集める。そんな折に、巧斗と千代が付き合い始めたことを知った住民達が、茶屋へ押し掛けてくる。住民達は、千代が付喪神から得たプライバシー情報を巧斗へ漏らしてしまうことを恐れていた。住民達は巧斗と千代へ、交際を止めるよう求める。巧斗と千代は共に悩み、交際は止めず、千代の力を抑える方法を模索し始める。
巧斗と千代はスサノオに相談しに行き、千代の魂を茶屋の建物に移し、普通の付喪神とすることで、付喪神を司る能力を消すことを提案される。ただしデメリットとして、地縛霊のように茶屋に縛られて移動出来なくなってしまうことを告げられる。巧斗と千代はデメリットを受け入れ、千代の魂を建物へ移すことに挑戦する。無事に魂を移すことに成功した場面でエンドロールが流れる。エンドロール後、巧斗が神々の世界を訪れてから1年後の場面が映る。巧斗は千代と結婚して共に暮らしていた。二人がずっと一緒にいることを誓う場面で九十九千代ルートは幕を閉じる。

## 制作

### スタッフ・キャスト
| 役名       | 声優名     |
| ---------- | ---------- |
| 稲白みこと | 歩サラ     |
| 高乃椎凪   | 春乃いろは |
| 士御ろか   | 風花ましろ |
| 九十九千代 | 実羽ゆうき |
| 士御楠葉   | 花宮楓     |
| 鞍馬憂架   | なかせひな |
| スサノオ   | 一条和矢   |

本作はLump of Sugarによって企画・制作が行われた。プロデューサー・ディレクターはかわうそP・水月紗鳥がそれぞれ担当し、シナリオは水瀬拓未・七央結日・御厨みくり・セロリ・中島大河が担当した。登場人物の原画は萌木原ふみたけが、サブ原画・SD原画は奏ナコト・流かさねが、背景原画はすたじお月夜が担当した。BGMは新井健史・町田勇哉が制作した。キャストは表「キャスト」の通り。

### 世界観・舞台・季節

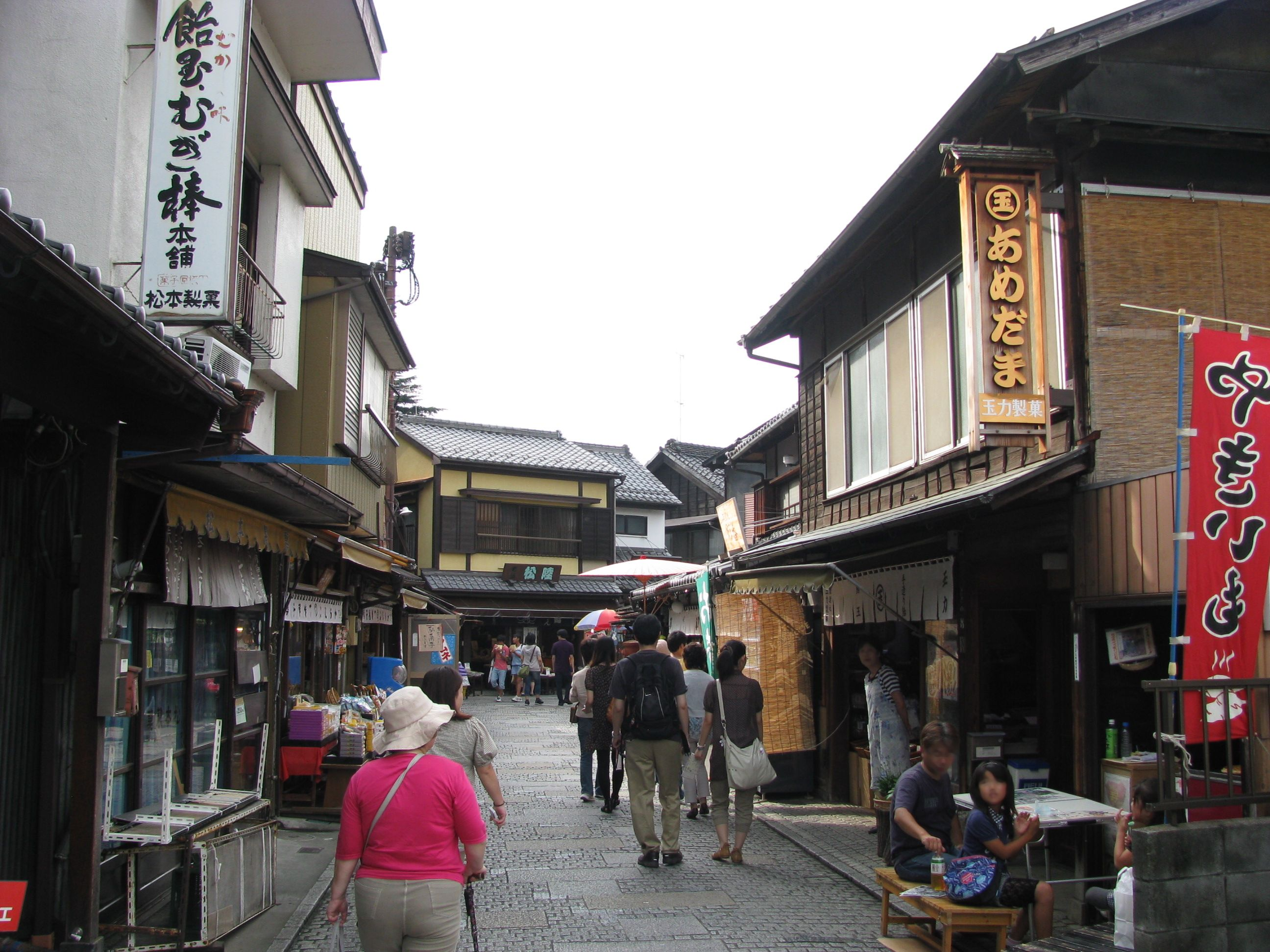
街並み・店構えの参考となった川越。

本作の制作は、神隠しというキーワードへの連想から始まった。プロデューサーであるかわうそPは、神隠しの伝承は各地に残るが、神隠しに遭った人物の生活や向こう側の世界での出来事は、あまり伝承に残っていないと指摘する。そこから着想を得て、神隠し後の生活を描く、本作の世界観が出来上がったという。また、本作のタイトルにも「神隠し」というキーワードが含まれるが、このタイトルは、企画段階から「神隠し」がキーワードであったため、スタッフ全員一致でタイトルが決まったという。

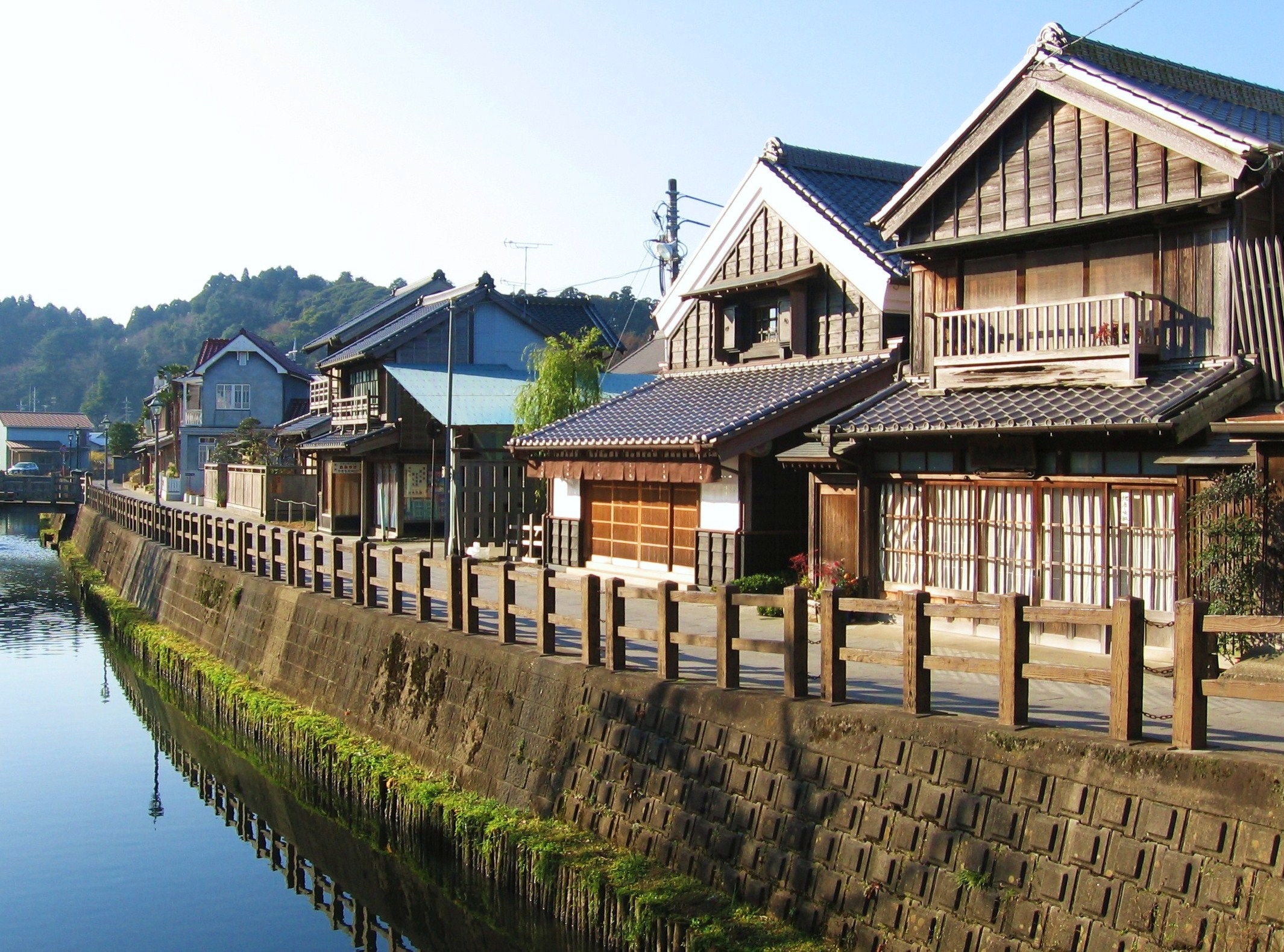
街並み・店構えの参考となった佐原。

物語の舞台となる街は、企画段階から和風の街にすることが決まっていた。このため、スタッフは埼玉県の川越と千葉県の佐原を取材した。このときの取材資料を参考にし、作品の街並み・店構えに役立てたという。なお、集めた風景資料はどれも捨てがたく、作品に役立てる際に選定するのが大変だった程だと、かわうそPは語る。
物語の季節は冬であり、冬ならではの出来事や、雪景色の街並みが作中では描かれる。季節に冬が採用されたのは、Lump of Sugarには冬が舞台の過去作が無かったことがきっかけとされる。冬の作品であるため、ビジュアル面でも白色に映えるような作品作りを意識したと、かわうそPは語る。白色は何にでも合うように思えるが逆に溶け込んでしまうため、色々と苦労したという。

### キャラクターデザイン
原画を担当した萌木原は、『メガストア』『TECH GIAN』のインタビューにて、ヒロインのデザインについて解説している。みことは兎耳を持ち和服に黒タイツという装いのヒロインで、和服の裾より見える脚が良い感じに仕上がっていると萌木原は語る。椎凪はアンニュイでサイドテールが魅力のヒロインで。作中で制服から和服姿になると、また違った印象になると語る。ろかは狐耳と大きな3本の尻尾があるヒロインで、メイド服姿で主人公のお世話をする姿が可愛いと語る。千代は着物美人なお姉さんをイメージしてデザインされたヒロインで、萌木原は優しい表情が良い感じに仕上がったと語る。

### 音楽
本作にはオープニングテーマ・エンディングテーマとしてそれぞれ「妖し月夜の縁より」・「永遠へと続く物語」という曲がある。どちらの曲も、作詞作曲を逢瀬アキラが、編曲をokamu.と逢瀬アキラが、ボーカルをKiccoと逢瀬アキラが担当した。逢瀬アキラは、Kiccoを芯が強くも繊細で伸びやかなな声と評し、どうやったら真っ直ぐかつ胸が苦しくなるくらいにKiccoの声が伝えられるか、を考慮し楽曲の制作をしたという。レコーディング時にKiccoの声を聴いた瞬間、これで良かったという安心感が湧いたと逢瀬アキラは語る。

## 反響

### 売上
『まどひ白きの神隠し』は、発売月（2021年5月）の売上ランキングにおいて、『BugBug』・『Getchu.com』・『メガストア』による集計でそれぞれ10位・5位・4位を獲得した。翌月（2021年6月）の売上ランキングでは、『BugBug』・『Getchu.com』・『メガストア』による集計でランキング圏外であった。2021年の美少女ゲーム年間売上ランキングでは『Getchu.com』による集計で40位を獲得した。なお、上記ランキングにおいて具体的な販売本数は明かされていない。 

### 人気投票
| 部門名       | Getchu.com | 萌えゲー アワード | BugBug    |
| ------------ | ---------- | ----------------- | --------- |
| 総合         | 12位/20位  | 圏外/1位          | 圏外/20位 |
| シナリオ     | 圏外/20位  | 圏外/1位          | 圏外/10位 |
| グラフィック | 9位/10位   | 圏外/1位          | 部門無し  |
| 音楽         | 7位/10位   | 圏外/1位          | 圏外/10位 |
| システム     | 圏外/10位  | 部門無し          | 圏外/10位 |
| ヴォイス     | 部門無し   | 部門無し          | 圏外/10位 |
| ムービー     | 8位/10位   | 圏外/1位          | 部門無し  |
| エッチ       | 圏外/10位  | 圏外/1位          | 圏外/20位 |

本作は『Getchu.com』の集計によれば、発売月（2021年5月）に出た美少女ゲームを対象とする人気投票において、2位に選ばれた。同じく『Getchu.com』による2021年の美少女ゲーム人気投票では、総合部門で12位、グラフィック部門で9位、音楽部門で7位、ムービー部門で8位に選ばれた。その他の部門ではランキング圏外であった。同様の『BugBug』及び『萌えゲーアワード』による、2021年に発売された美少女ゲームを対象とするユーザー人気投票では、いずれの部門でもランキング圏外であった。詳細は表「2021年発売の美少女ゲーム人気投票」の通り。

### 批評
『BugBug』2021年8月号にてライターであるNOVが本作をレビューしている。原画家である萌木原に対し、Lump of Sugarの看板原画家であり、柔らかい雰囲気の獣耳ヒロインを描かせたら右に出る者はいないと称し、本作のイラストは女の子の魅力がたっぷりと楽しめると評した。共通ルートのシナリオについては、主人公とヒロイン達との交流が癒される、ヒロインそれぞれが異なる魅力を持ち作中で描かれる日常風景を楽しませてくれるとの感想を綴った。各キャラクターとそのシナリオについては、以下の通りに述べた。NOVは総評として、心温まる物語に涙を誘われる王道の美少女ゲームだと評した。
- 稲白みこと：心を締め付け涙腺を刺激する物語であり、おすすめのルートである。
- 高乃椎凪：恋人関係になる前後で特に変化は無いが、それが逆に心地よさを感じさせてくれる物語である。
- 土御ろか：物語開始当初は、主人公を父親と同一視しているが、それが徐々に恋心へと変化する過程に、思わずにやけてしまう。
- 九十九千代：古風かつ大和撫子然とした女性で、他のヒロインと比べて控えめながらも愛情を示してくる姿は、最近の美少女ゲーム内では逆に真新しく新鮮に映る。

『TECH GIAN』2021年8月号にて逢瀬アキラが本作をレビューしている。イラストについては、シリアスな展開ながらも奇麗なグラフィックのため、世界観に引き込まれると指摘した。また、萌木原の繊細な線画に対し、艶があり淡く柔らかな塗りが映えると評した。シナリオについては、各ヒロインルートの見せ場の幅が広く、シリアスな場面においてヒロインの心情を魅力的に引き出していると評した。冬という季節設定については、物語の舞台やテーマと合っており背景イラストにもイベントシーンにも絶大な効果を発揮している、雪景色がヒロインの魅力を引き立てている、雪のコントラストや光の加減が巧妙だと指摘した。また、背景が白くシンプルだと、肌の艶やかさや頬の赤み、瞳の奇麗な潤みが際立つと指摘した。逢瀬アキラは総評として、世界観・物語・イラスト・登場人物全てが満足出来る作品だと評した。